# Malta (ö)

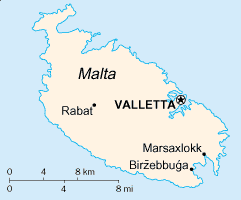
Malta.

Malta är en ö i södra, mellersta Medelhavet syd om Italien som utgör huvuddelen av landet Malta. Ön har en area på 246 km². Landets huvudstad Valletta ligger på ön.
Terrängen på Malta är platt. Öns högsta punkt är 251 meter över havet. Den sträcker sig 21,5 kilometer i nord-sydlig riktning, och 23,2 kilometer i öst-västlig riktning. 
Trakten runt Malta består till största delen av jordbruksmark. Runt Malta är det tätbefolkat, med 636 invånare per kvadratkilometer.

## Klimat
Klimatet i området är tempererat. Årsmedeltemperaturen i trakten är 20 °C. Den varmaste månaden är juli, då medeltemperaturen är 32 °C, och den kallaste är februari, med 10 °C. Genomsnittlig årsnederbörd är 581 millimeter. Den regnigaste månaden är november, med i genomsnitt 157 mm nederbörd, och den torraste är juli, med 1 mm nederbörd.
| |         |          |          |          |         |         |         |          |           |           |          |
| Maltese Islands |         |          |          |          |         |         |         |          |           |           |          |
| Klimatöversikt (förklaring) |         |          |          |          |         |         |         |          |           |           |          |
| \| J \| F \| M \| A \| M \| J \| J \| A \| S \| O \| N \| D \| \| 23 14 8 \| 54 13 6 \| 24 16 10 \| 39 23 11 \| 32 30 15 \| 4 34 19 \| 1 40 24 \| 4 36 23 \| 37 33 20 \| 111 23 16 \| 157 19 14 \| 95 16 10 \| \| Genomsnittliga max och min. temperaturer i °C \| \| \| \| \| \| \| \| \| \| \| \| \| Nederbördsmängd i mm. Årsnederbörd: 581 mm. \| \| \| \| \| \| \| \| \| \| \| \| \| Källa: \| \| \| \| \| \| \| \| \| \| \| \| |         |          |          |          |         |         |         |          |           |           |          |
| J | F       | M        | A        | M        | J       | J       | A       | S        | O         | N         | D        |
| 23 14 8 | 54 13 6 | 24 16 10 | 39 23 11 | 32 30 15 | 4 34 19 | 1 40 24 | 4 36 23 | 37 33 20 | 111 23 16 | 157 19 14 | 95 16 10 |
| Genomsnittliga max och min. temperaturer i °C |         |          |          |          |         |         |         |          |           |           |          |
| Nederbördsmängd i mm. Årsnederbörd: 581 mm. |         |          |          |          |         |         |         |          |           |           |          |
| Källa: |         |          |          |          |         |         |         |          |           |           |          |

## Geografiska platser på Malta

### Samhällen
| - Birkirkara (21 676 invånare) - Mosta (17 789 invånare) - Qormi (16 779 invånare) - Żabbar (15 030 invånare) - San Pawl il-Baħar (14 057 invånare) - Saint John (12 346 invånare) - Fgura (11 676 invånare) - Żejtun (11 549 invånare) - Sliema (11 318 invånare) - Haz-Zebbug (11 063 invånare) - Ħamrun (10 680 invånare) - Naxxar (10 378 invånare) - Marsaskala (10 024 invånare) - Attard (9 510 invånare) | - Paola (9 257 invånare) - Żurrieq (9 149 invånare) - Birżebbuġa (8 668 invånare) - Tarxien (7 761 invånare) - Siġġiewi (7 676 invånare) - Gżira (7 513 invånare) - Rabat (7 064 invånare) - Imsida (6 920 invånare) - St. Julian's (6 799 invånare) - Valletta (6 444 invånare) - Santa Venera (6 264 invånare) - Cospicua (6 096 invånare) - Mellieħa (5 976 invånare) - Swieqi (5 973 invånare) | - Marsa (5 116 invånare) - Luqa (5 053 invånare) - Għaxaq (4 375 invånare) - Pietà (3 846 invånare) - L-Iklin (3 360 invånare) - Balzan (3 240 invånare) - Pembroke (3 038 invånare) - Marsaxlokk (3 026 invånare) - Gudja (3 023 invånare) - Dingli (3 009 invånare) - Imġarr (3 000 invånare) - Kalkara (2 982 invånare) - Senglea (2 964 invånare) - Mqabba (2 891 invånare) | - Floriana (2 516 invånare) - Qrendi (2 493 invånare) - Lija (2 471 invånare) - Imtarfa (2 430 invånare) - Kirkop (2 137 invånare) - Hal Gharghur (2 025 invånare) - Bubaqra (2 000 invånare) - Safi (1 863 invånare) - Ta’ Xbiex (1 642 invånare) - Baħar iċ-Ċagħaq (1 250 invånare) - Xgħajra (837 invånare) - Mdina (360 invånare) - Santa Katarina (350 invånare) |

### Kanaler
- Aqueduct ta’ Wignacourt (en akvedukt)
- Fawwara Aqueduct (en akvedukt)

### Vattenkällor
- Ħofret ir-Rizz Spring (en källa)

### Insjöar
| - Chadwick Lakes (en reservoar) | - Ta’ Qali (en reservoar) |  |  |

### Kullar och åsar
| - Ġebel San Pietru (en kulle) | - Marfa Ridge (en ås) | - Wardija Ridge (en ås) |  |

### Halvöar
| - Il-Qarraba (en hög udde) - Ponta taż-Żonqor (en udde) | - Ras id-Dawwara (en udde) | - Ras ir-Raħeb (en udde) | - Tigne Point (en udde) |

### Landformer
- Il-Maqluba (ett slukhål)